# Avon Valley National Park
Avon Valley National Park är en park i Australien. Den ligger i delstaten Western Australia, omkring 57 kilometer nordost om delstatshuvudstaden Perth.
Runt Avon Valley National Park är det mycket glesbefolkat, med 2 invånare per kvadratkilometer.. Närmaste större samhälle är Lower Chittering, omkring 14 kilometer väster om Avon Valley National Park. 
Trakten runt Avon Valley National Park består till största delen av jordbruksmark. Genomsnittlig årsnederbörd är 763 millimeter. Den regnigaste månaden är juli, med i genomsnitt 131 mm nederbörd, och den torraste är december, med 14 mm nederbörd.